# Éric Caravaca
Éric Caravaca (Rennes, 21 de novembro de 1966) é um ator, cineasta e roteirista francês.